# Стихомифия
Стѝхоми́фия (др.-греч. στιχομυθία, от στίχος — стих и μῦθος — речь) — форма диалога в драме, характеризующаяся быстрым обменом репликами, каждая из которых равна целому стиху или его половине. Персонажи бросают отдельные фразы, иногда даже перебивая друг друга. Также отрывок пьесы, в котором прослеживается вышеописанный приём.
Приём стихомифии впервые ввёл знаменитый древнегреческий трагик Софокл, стремясь реформировать древнегреческую трагедию. После него этот приём активно использовал другой трагик Еврипид. Возможно, стихомифии были предшественниками собственно диалога.

## Примеры использования стихомифии
В своих ранних произведениях прием стихомифии в чистом виде использовал У. Шекспир.
У. Шекспир «Гамлет, принц датский». Акт I, сцена 4. Пер. Б. Л. Пастернака.

Горацио
Теперь он весь во власти исступленья.
Марцелл
Пойдём за ним. Так оставлять нельзя.
Горацио
Скорей за ними вслед! К чему всё это?
Марцелл
Какая-то в державе датской гниль.

У. Шекспир «Ричард III». Акт IV, сцена 4. Пер. А. Д. Радловой.

Король Ричард
Скажи: мир Англии — в союзе этом.
Королева Елизавета
Войной придется мира ей достичь.
Король Ричард
Король ей может повелеть, но молит.
Королева Елизавета
Король всех королей ей не велит.
Король Ричард
Она могучей королевой будет.
Королева Елизавета
Чтобы над саном плакать, как и мать.
Король Ричард
Скажи, что буду век её любить.
Королева Елизавета
Но долго ли продлится этот век?
Король Ричард
Всю жизнь её я нежен буду с ней.
Королева Елизавета
Но долго ль нежная продлится жизнь?
Король Ричард
Как небо и природа пожелают.
Королева Елизавета
Как ад и Ричард захотят того.